# Fritz Siegenthaler
Fritz Siegenthaler (Zurique, 18 de março de 1929) é um ex-ciclista suíço de ciclismo de pista. Nos Jogos Olímpicos de Verão de 1952 em Helsinque, competiu representando a Suíça na prova de velocidade. Também participou na prova tandem, terminando na nona posição.